# Université de droit d'Hô Chi Minh-Ville
L'Université de droit d'Hô Chi Minh-Ville (vietnamien : Đại Học Luật Thành phố Hồ Chí Minh, anglais : Ho Chi Minh City University of Law) est une institution académique offrant aux étudiants des diplômes en droit de la licence au doctorat.
Elle est également un centre d’enseignement et de recherche scientifique en matière d’études juridiques fondamentales.

## Histoire
L'université de droit de Hô Chi Minh-Ville est née en 1996 à la suite de la décision 1234/GD-ĐT du ministre de l’Éducation et de la Formation en date du 30 mars 1996. Son établissement résulte de la fusion entre la filiale de l'université de droit de Hanoï à Hô Chi Minh-Ville (créée en 1987) et la faculté de droit de l’université nationale de Hô Chi Minh-Ville.
Le 10 octobre 2000, la décision 118/2000/QĐ-TTg signée par le Premier ministre vietnamien sépare l’université de droit de Hô Chi Minh-Ville de l’université nationale de Hô Chi Minh-Ville, relevant du ministère de l’Éducation et de la Formation.

## Facultés et départements
- Faculté de droit administratif
- Faculté de droit civil
- Faculté de droit pénal
- Faculté de droit international
- Faculté de droit commercial
- Faculté d'études fondamentales
- Faculté de droit-gestion
- Division d'anglais juridique

## Formations internationales
L’université de droit d'Hô Chi Minh-Ville a signé des conventions de coopération avec plus de trente universités dans le monde entier et est devenue membre de certains programmes d’échanges académiques internationaux.
Elle délivre également des diplômes au niveau licence en anglais, français et japonais.
Elle offre également deux Masters en droit international :
- Master en droit (Master of Laws) délivré par l'université de l'Ouest de l'Angleterre[1]
- Master 2 en droit international et comparé des affaires délivré conjointement par l'université Jean Moulin Lyon 3, l'université Montesquieu Bordeaux 4 et l'université Toulouse 1 Capitole[2].

## Campus
L’université de droit d'Hô Chi Minh-Ville dispose de deux campus :
- Le campus principal se trouve au 2 rue Nguyen Tat Thanh, quartier 12, 4e arrondissement, Hô Chi Minh-Ville. S'y trouvent les services administratifs, les bureaux des facultés et divisions, ainsi que le service médical, le restaurant. Il abrite également la bibliothèque de l'université.

- Le second campus se trouve au 123 Route nationale, quartier Hiep Binh Chanh, arrondissement Thu Duc, Hô Chi Minh-Ville. Récemment rénové, il abrite une bibliothèque internationale qui s'étend sur trois étages, des salles de cours et un centre sportif.

## Bibliothèques
La bibliothèque de l'université fait partie des plus importantes bibliothèques de droit du Sud Vietnam. Elle contient plus de 75 000 ouvrages juridiques, 63 journaux et magazines, 1 000 thèses de doctorat et master.
L'université a entrepris ces dernières années de développer ses ressources électroniques, et a mis en place un portail électronique.